# Tomism
Tomismul este un curent religios-filosofic care îsi are esența în ideile și lucrările teologului dominican Toma de Aquino. Doctrina tomistă a fost la un moment dat chiar învățătură oficială în catolicism.